# Laguna Singrenacocha
Laguna Singrenacocha o Sigrinaqocha (en quechua ‘Sigrina’ significa Sirena) es una laguna en Perú ubicada en la región del Cusco, provincia de Quispicanchi, colindante entre los distritos de Ocongate y Marcapata. Está situada a una altitud de 4350 metros, con 3,82 km de largo y 0,88 km en su parte más ancha. Singrenacocha se encuentra en la cordillera de Vilcanota, al noroeste de la laguna Sibinacocha (de mayor envergadura), y al norte de Callangate.

## Características de la Laguna Singrenacocha
La coloración de la laguna es muy particular ya que ésta cambia tres veces al año: turquesa, azul plomo y verde, siendo el turquesa el que caracteriza la laguna de forma más habitual. Desde ella es posible observar las montañas nevadas del Ausangate.

### Clima
El año se divide en dos estaciones principales: la época de lluvias, de noviembre a marzo (verano), y la época seca, de abril a octubre (invierno). Acorde con el clima de la sierra de la provincia de Quispicanchi, la temperatura media es de 9 °C, llegando a un máximo de 22 °C durante el día, y un mínimo de −5 °C por la noche. Sin embargo, debido a su altitud, las temperaturas y el clima de la laguna pueden ser más extremas que en el resto de las zonas de la provincia. 

## Comunidad de Yanacancha

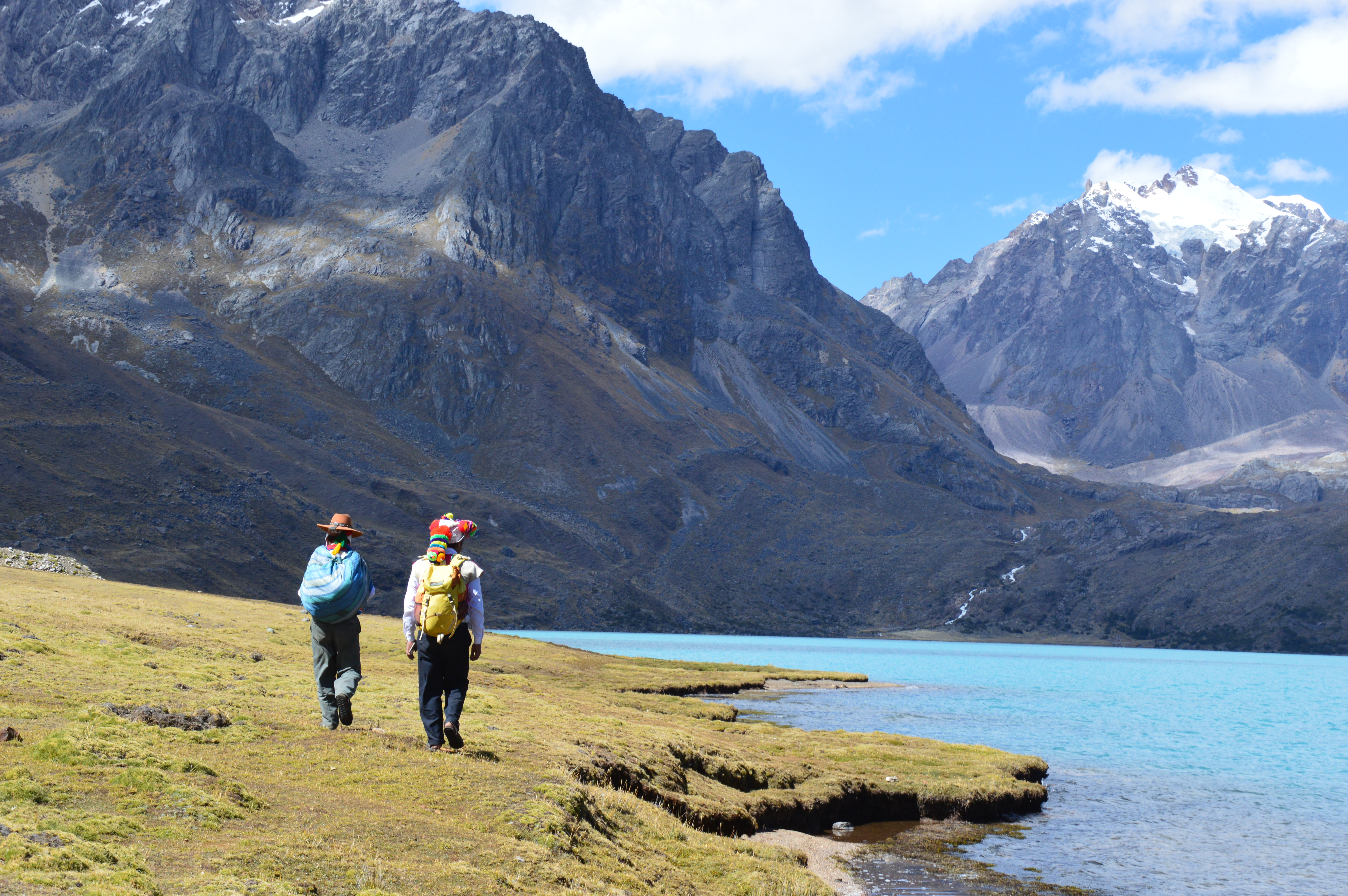
Comuneros de Yanacancha en la Laguna Singrenacocha

Dos son las comunidades dueñas de Singrenacocha: la comunidad de Yanacancha y la comunidad de Maranp’aqui (dividida a partes iguales entre ambas). La comunidad de Yanacancha es la que tiene un acceso más directo y cercano a la laguna, y por lo tanto la que más frecuenta el lugar. Además, 7 familias de dicha comunidad viven actualmente en la laguna y sus actividades de ingresos principales se encuentran dentro de la misma laguna, tales como la cría de alpacas y truchas, y el chaccu de vicuñas una vez al año. A excepción del chaccu, las actividades económicas que realiza la comunidad de Yanacancha son de subsistencia y autoconsumo, y la comercialización de sus productos es escaso.
Entre sus muchos valores, cabe destacar su afán por la sostenibilidad, el medio ambiente y el respeto por la fauna y flora. Para la comunidad, la pachamama (madre tierra) les bendice con todos los recursos que necesitan, y ellos a cambio la protegen y le agradecen su ayuda a través de rituales.

## Historia de la Comunidad de Yanacancha
En la época de los hacendados, entre 1918 y 1921, vivían 34 habitantes en los sectores de Yanacancha. Concretamente las familias Jara, Qahuana, Cruz, Quispe, Yana, y en la zona Ch’uyanaquchu tenía su cabaña la familia Yucra. Antiguamente, se consideraban habitantes de Yanacancha los que vivían a partir de la mitad de Tinki, pasando por Mahuayani, Maranp’aqui y Mallma hasta Abra Pirhuayani. 
El nombre de Yanacancha proviene de “Yana” en Quechua "negro" y “Cancha” que significa espacios de campo cerrados. La familia Jara fue la que le puso el nombre a la zona ya que, en el sector de Yanacancha, había cercos de piedra de color negro donde elegían a los toros. 
En 1959, Yanacancha se empezó a organizar como anexo. En ese año, Perú estaba viviendo una revolución agraria, en la que la población se levantó contra los hacendados. Fue en ese instante cuando empezó la federación de Campesinos del Perú. En Cusco también se organizaron y formaron la federación de campesinos del Cusco, la mayoría de ellos pertenecía a la zona de Quillabamba. En la zona de Yanacancha, los habitantes que no formaban parte de los hacendados también formaron un solo grupo de 16 campesinos para la revolución y crearon el sindicato de campesinos de Yanacancha. 
A partir de 1966 se separaron los diferentes sectores de Yanacancha, sin delimitar aún los territorios geográficos. En 1971 Yanacancha fue considerado como anexo de la comunidad campesina de Puika, del distrito de Marcapata. En 2010, Yanacancha comenzó el desmembramiento de la comunidad de Puika, con sede en Huayllalloq Marcapata, solamente en la parte legal, sin preceder aún a la parte territorial. 
De 1968-1969 empezó la escuela fiscalizada, sin embargo, no era una institución todavía. Fue el 24 de mayo de 1974 cuando el Estado reconoció la institución educativa. En esa época, las vías de comunicación eran solo de arrieros. Consecuentemente, de 1972-1974 los habitantes trabajaron de forma manual en la construcción de una carretera que llegara hasta la comunidad. 
Entre las tradiciones locales, la artesanía y las costumbres de la comunidad se mantienen hasta la actualidad. Además, se considera que los apus son los espíritus protectores, entre los cuales destacan los que habitan en las montañas como el Qolquecruz, Pirhuayani y Puqaloma, y los que habitan en las lagunas como el Azulqocha, Sigrina, Quelhuaqocha, Oqueqocha, entre otros.

## Fauna y flora

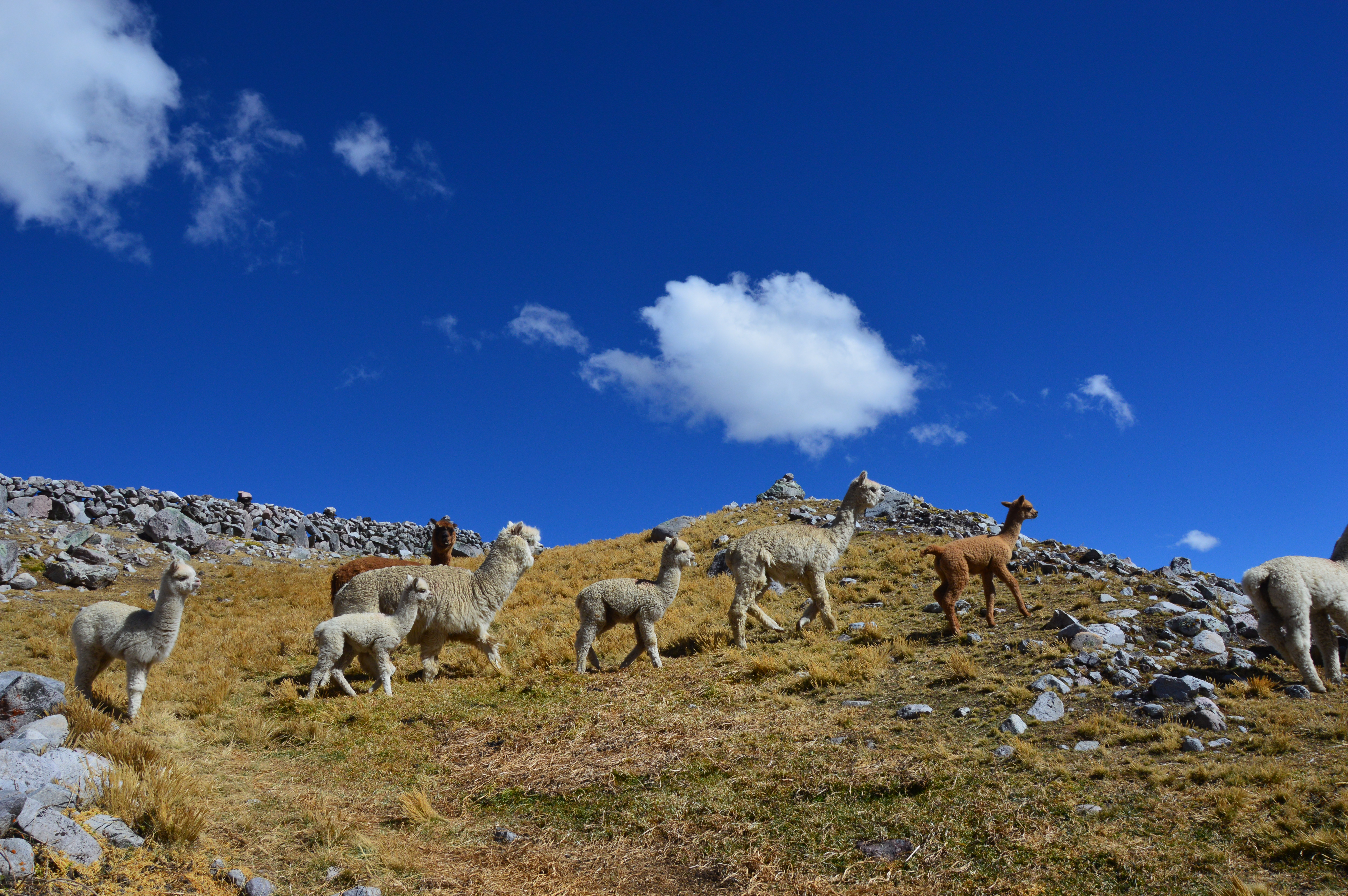

Entre la fauna de la laguna y sus alrededores podemos encontrar tres especies diferentes de la familia de los camélidos, dos de ellas domésticas, las llamas y las alpacas, y otra de silvestre, las vicuñas. La primera es habitualmente utilizada como animal de carga, mientras que las alpacas y vicuñas son codiciadas por su pelaje, que es comercializado a precios muy altos.
Además podemos encontrar wallatas (el ganso andino), vizcachas (un roedor de gran tamaño con una cola peluda) y las truchas, que son la base de varios platos típicos tradicionales de la región del Cusco.

## Visitar la Laguna Singrenacocha
Actualmente la laguna tiene un aforo muy restringido de visitantes, y solamente puede ser visitada a través de ciertas agencias turísticas que poseen una relación de confianza con la comunidad de Yanacancha, quien les permite tener acceso a este magnífico atractivo turístico de gran belleza natural.

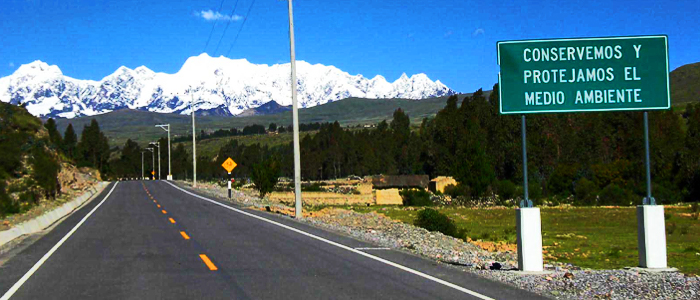
Carretera Interoceánica Sur

### ¿Cómo llegar?
Saliendo del Cusco, se debe seguir la carretera hacia Puno hasta la comunidad de Muñapata (Urcos). En este lugar se debe tomar el desvío e ingresar a la carretera Interoceánica Sur, vía totalmente asfaltada. Se debe seguir por la carretera ISUR hasta el km 87, donde se encuentra la Comunidad de Yanacancha.